# Gideon Ståhlberg
Gideon Ståhlberg (26 de janeiro de 1908 - 26 de maio de 1967) foi um jogador de xadrez da Suécia, com diversas participações nas Olimpíadas de xadrez. Ståhlberg participou das edições de 1933 e 1935 no primeiro tabuleiro no qual conquistou a medalha de bronze e prata por equipes, respectivamente e a medalha de bronze individual em 1935. Na edição de 1952 conquistou a medalha de prata individual pelo primeiro tabuleiro.